# Hřiměždice
Hřiměždice (německy Wermierzitz, v místním nářečí Hříměždice) jsou obec v okrese Příbram ve Středočeském kraji, asi 13 km jihovýchodně od Dobříše. Žije zde 376 obyvatel.
Obec se nachází bezprostřední blízkosti vodní nádrže Slapy. Z geomorfologického hlediska se obec nachází v Benešovské pahorkatině s nejvyšším vrcholem Na Hvězdáři (452 m n. m.).

## Název
Název vesnice je odvozen z příjmení Hrměžď ve významu ves lidí Hrměžďových. Samotné příjmení vychází ze staročeského slova hrměžď, které označovala hlemýždě. V historických pramenech se objevuje ve tvarech: Hiermeszicz (1325), Hirmiezdicz (1326), „in Hrzymezdicz“ (1382, 1383), „in villa Hrzymyedcziczich“ (1383), „de Hrmysesdicz“ (1400), Hrměždice (1490), Hrmezdicze (1562), „ve vsi hrmizdiczych“ (1569), „na břehu Hermiezdskym“ (1570), „k Herzmiždiczuom“ (1580), Heržmanicze a Wermierzicze (1653), Wermeržycze (1714), Werměřitz a Wermieřitz (1849), a Hřiměždice nebo Verměřice (1854).

## Historie
Území okolí Hřiměždic bylo osídleno už v době neolitu před cca 3 000 let př. n. l. Historické osídlení dokládají i nálezy v okolí Vltavy (knovízské pohřebiště) z mladší doby bronzové (800 let př. n. l.).
První písemná zmínka o obci pochází z roku 1325.
V roce 1887 byl v Hřiměždicích založen sbor dobrovolných hasičů, který funguje do dnešní doby společně s fotbalovým klubem TJ Vltavan Hřiměždice.

## Obyvatelstvo
| Rok            | 1869 | 1880 | 1890 | 1900 | 1910 | 1921 | 1930 | 1950 | 1961 | 1970 | 1980 | 1991 | 2001 | 2011 | 2021 |
| -------------- | ---- | ---- | ---- | ---- | ---- | ---- | ---- | ---- | ---- | ---- | ---- | ---- | ---- | ---- | ---- |
| Počet obyvatel | 742  | 699  | 724  | 702  | 691  | 632  | 658  | 493  | 498  | 461  | 411  | 362  | 379  | 417  | 392  |
| Počet domů     | 101  | 108  | 112  | 108  | 112  | 114  | 124  | 153  | 120  | 117  | 120  | 173  | 183  | 190  | 196  |

## Obecní správa

### Části obce
- Háje (k. ú. Hřiměždice)
- Hřiměždice (k. ú. Hřiměždice)
- Vestec (k. ú. Vestec u Hřiměždic)
  - součástí obce jsou od roku 1961

Součástí obce je také základní sídelní jednotka Na Křemelích. K obci patří také Borky, Jiráska, Křelov, Na Jindrově, Přední Háje, Tahava (Tehava), U Kozlů a Záběhlice.
Sousedními obcemi sídla jsou Svatý Jan, Obory, Nečín, Dublovice, Kamýk nad Vltavou a Županovice.
Součástí obce byla i již zaniklá osada Byčice.

### Obecní symboly
Znak a vlajka byly obci uděleny rozhodnutím předsedy Poslanecké sněmovny Parlamentu České republiky dne 17. prosince 2019.

### Územněsprávní začlenění
Dějiny územněsprávního začleňování zahrnují období od roku 1850 do současnosti. V chronologickém přehledu je uvedena územně administrativní příslušnost obce v roce, kdy ke změně došlo:
- 1850 země česká, kraj Praha, politický okres Příbram, soudní okres Dobříš[10]
- 1855 země česká, kraj Praha, soudní okres Dobříš
- 1868 země česká, politický okres Příbram, soudní okres Dobříš
- 1939 země česká, Oberlandrat Tábor, politický okres Příbram, soudní okres Dobříš[11]
- 1942 země česká, Oberlandrat Praha, politický okres Příbram, soudní okres Dobříš[12]
- 1945 země česká, správní okres Příbram, soudní okres Dobříš[13]
- 1949 Pražský kraj, okres Dobříš[14]
- 1960 Středočeský kraj, okres Příbram
- 2003 Středočeský kraj, okres Příbram, obec s rozšířenou působností Dobříš

## Společnost

### Rok 1932
V roce 1932 byly v obci Hřiměždice (přísl. Byčice, Háje, Záběhlice, 510 obyvatel, poštovní úřad, telegrafní úřad, telefonní úřad, četnická stanice, katol. kostel) evidovány tyto živnosti a obchody: lékař, autobusová doprava, cihelna, holič, 2 hostince, 2 koláři, kovář, krejčí, 2 lomy, mlýn, 4 obuvníci, obchod s obuví Baťa, pekař, porodní asistentka, 2 rolníci, řezník, 4 obchody se smíšeným zbožím, Spořitelní a záložní spolek pro Hříměždice, 2 trafiky, 2 truhláři, 2 velkostatky.
Celoročně jsou v obci provozovány dva hostince. První hostinec U Jezírka se nachází na návsi v Hřiměždicích, který se vybudoval při akci Z. Druhým hostincem je Hospoda Hřiměždice, která se nachází v těsné blízkosti místního zámku. Součástí tohoto hostince je i společenský sál (během 90. let minulého století byl tento sál využíván i ke kinematografii). Činnost kina byla ukončena promítnutím filmu Titanic v roce 1997. V současné době je tento sál využíván převážně pro místní společenské události jakou jsou plesy, karnevaly a občasné koncerty. V letních měsících je otevřen u místního lomu menší bar. Při fotbalových utkáních a hasičských soutěžích je otevřena klubovna s rychlým občerstvením na místním fotbalovém hřišti.

## Sport
V obci je k dispozici fotbalové hřiště, kde působí místní fotbalový oddíl TJ Vltavan Hřiměždice s mužstvy A a B. Mužstva dorostu a žáků po letech aktivní činnosti zanikla. V areálu kromě fotbalového hřiště se nachází i asfaltová hrací plocha s rozměry pro tenis a nohejbal, včetně dvou betonových stolů pro stolní tenis. Další možností pro využití volného času je hřiště na nohejbal v oblasti chatové oblasti Kovárna-Pískovna. V těsné blízkosti se nachází i pískovna, kde v dřívějších dobách byla vybudována motokrosová trať.

## Lomy

### Kujalův lom (lom Hřiměždice)

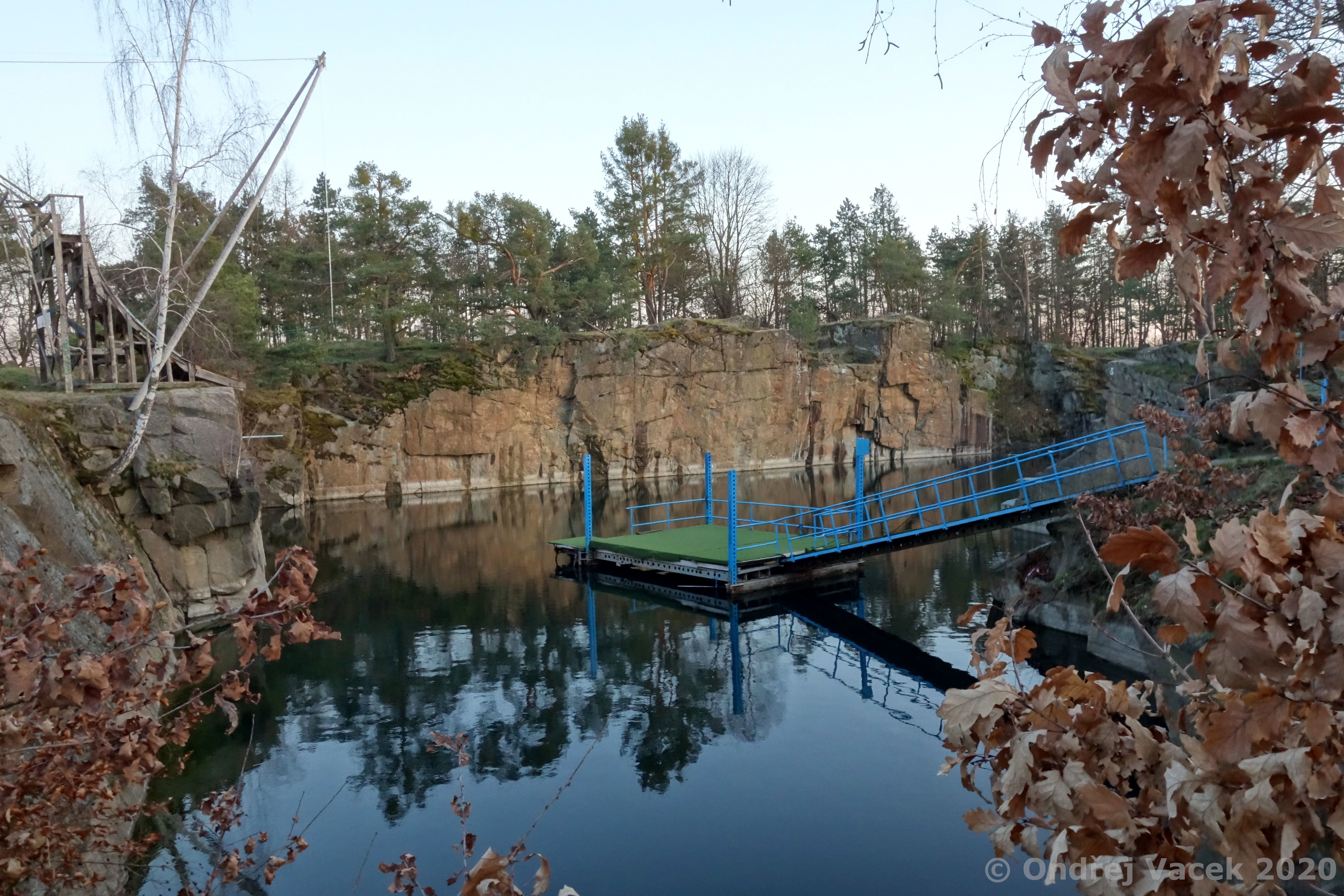
Lom Hřiměždice (ponton)

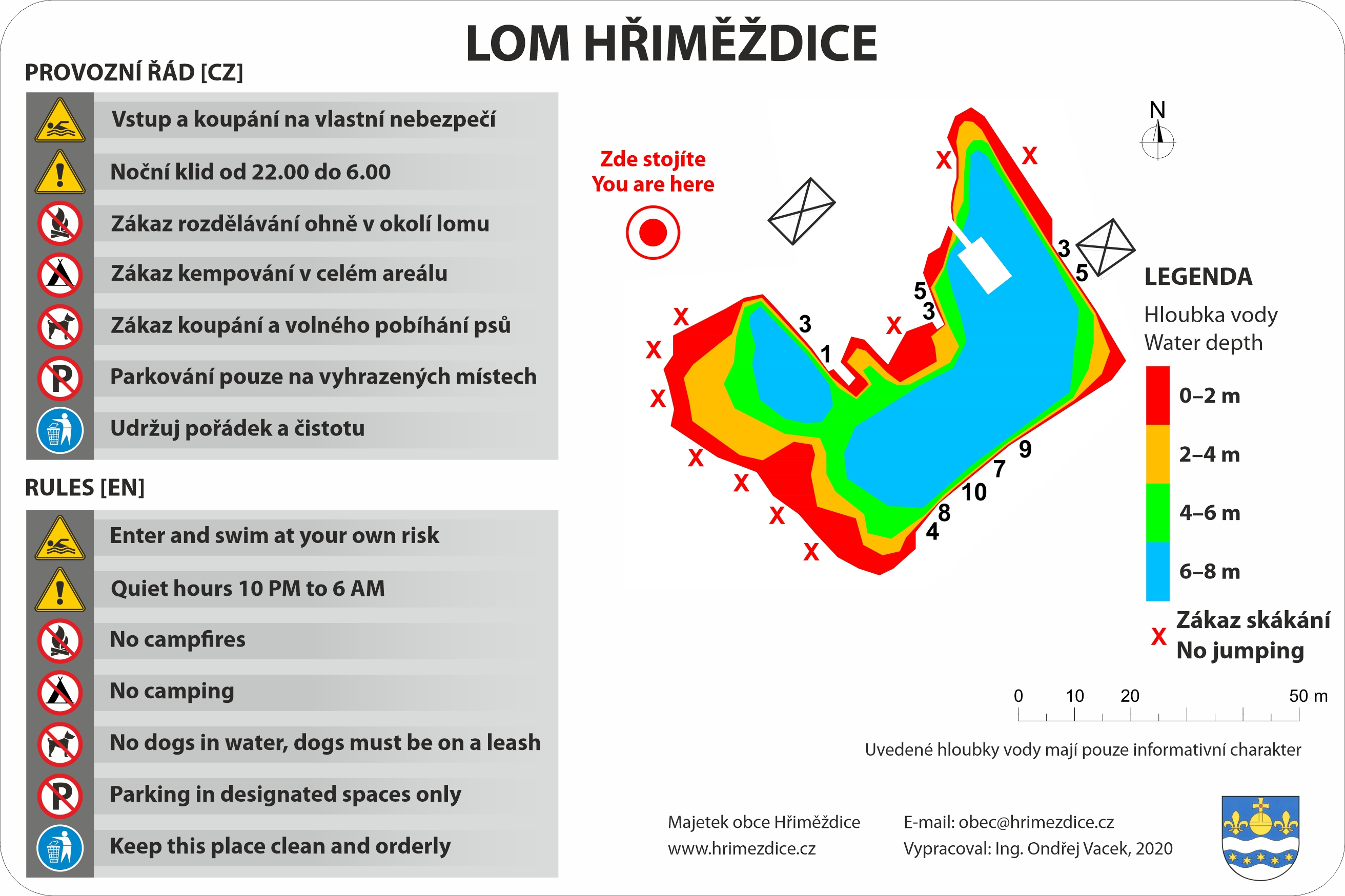
Lom Hřiměždice (informativní cedule)

V dnešní době jsou Hřiměždice všeobecně známé z důvodu zatopeného lomu, který je v letních měsících cílem velkého množství lidí. Důvodem tak velké návštěvnosti je jeho relativně blízká vzdálenost od Prahy a každoroční skoky do vody (High jump), který tento lom ještě více zviditelnil.
Hřiměždický lom neboli bývalý Kujalův lom je odvozen od bývalého majitele, kterému ve zdejším okolí patřily okolní kamenolomy v první polovině 20. století. Zatopení lomu proběhlo pravděpodobně začátkem/během 2. světové války. Památku na těžbu žuly ve zdejším lomu dodnes připomíná pouze potopený důlní vozík. V průběhu 70. let se o lom začal zajímat Svazarm, který zde vybudoval své výcvikové středisko. Stěžejní stavbou se stal dodnes používaný ponton. Bohužel do dnešní doby se již nedochovala řada příslušenství (např. keson). Tento keson byl v roce 2006 vytažen a převezen na renovaci do Lomečku ve Starém Klíčově u Domažlic. Jeho technický stav nebyl pravděpodobně ve vyhovující stavu. Tudíž nedošlo k opětovnému použití v tomto jiném lomu. Keson je dnes umístěn na břehu Lomečku.
Na místě dnešní "houpačky" stával do konce 80. let trup vojenského vrtulníku Mi-4. Tento trup vrtulníku byl zavěšen na speciálním jeřábu, kterým bylo umožněno přemisťování trupu, tak i jeho změnu výšky nad vodní hladinu. Hlavním účelem tohoto trenažéru bylo co nejvěrněji navodit pro vojenské potápěče seskoky do vody z vrtulníku.
Lom lze spatřit v mnoha českých filmech např. 2Bobule (2009), Výchova dívek v Čechách (1997) nebo Cesta peklem (1995).

### Další lomy v okolí
Kromě Kujalova lomu se nachází v okolí Hřiměždic ještě dva bývalé lomy (Na plachtě a Hájkův). Lom Na plachtě je dnes pod hladinou Slapské přehrady, který se nacházel naproti dnešním Bučilům (v těchto místech se nacházely známé a obávané Bučilské proudy). Do dnešní doby se zde dochoval pouze vyčnívající žulový ostrůvek z Vltavy, který lze zhlédnout i v pohádce Zlatovláska. Hájkův lom se nachází 400 metrů východně od Kujalova. Jedná se ale o jakousi skalní roklinu bez vody, takže zde koupání není možné.

## Doprava

### Dopravní síť
Do obce vede silnice III. třídy. Územím obce vede po Vesteckém mostě, přes vodní nádrž Slapy, silnice I/18 Rožmitál pod Třemšínem – Příbram – Sedlčany – Votice. Železniční trať ani stanice či zastávka na území obce nejsou.

### Autobusová doprava 2024
Autobusovou dopravu v obci Hřiměždice zajišťují společnosti Arriva Střední Čechy a ČSAD Benešov. Obec je součástí Pražské integrované dopravy (PID). V obci se nachází zastávka Hřiměždice. Pod Vestec spadají zastávky Hřiměždice,Vestec, Hřiměždice,Vestec,kaplička a Hřiměždice,Vestec,rozc., která se nachází na silnici I/18. Na silnici směrem do Nečína se nachází zastávka Hřiměždice,Háje. Obec obsluhují autobusové linky 515 a 520. Zastávku Hřiměžidice,Vestec,rozc. obsluhuje také linka 754. Linka 515 spojuje Příbram s obcemi Dubno, Drásov, Višňová, Ouběnice, Daleké Dušníky, Nečín, Hřiměždice, Drevníky, Županovice a Borotice. Linka 520 propojuje Dobříš s okolními obcemi včetně Hřiměždic nebo Kamýku nad Vltavou. Linka 754 spojuje Příbram se Sedlčany a Benešovem.

## Turistika
Bývalý Kujalův lom, nebo řeka Vltava je ideálním místem pro vodní rekreaci. Další lokalitou pro aktivní odpočinek je tzv. Čertova skála naproti Bučilům, na které je umístěno mnoho horolezeckých tras. Zdejší kraj je také ideálním pro pěší turistiku, nebo cykloturistiku. Územím obce vedou červeně značená turistická trasa Vestec – Roviště – Kamýk nad Vltavou, zeleně značená trasa Obory – Hřiměždice – Strž a žlutě značená trasa Nečín – Vrchy – Hřiměždice – Zadní Háje – Cholín.
Jelikož zdejší okolí se nachází na pahorkatině v naprosté blízkosti vodní nádrže Slapy naskýtá se z okolních kopců a skal panoramatické pohledy do širokého okolí Středního Povltaví. V katastrálním území se proto v rámci hry geocaching vyskytuje mnoho poschovávaných krabiček, které jsou umístěny na nejzajímavějších místech v okolí.

## Pamětihodnosti
- Kostel svaté Anny z roku 1797 stojící na návsi prošel dvěma rekonstrukcemi. V 90. letech minulého století proběhla celková oprava fasády a dále v roce 2008 byla kompletně vyměněna střešní krytina včetně okapů. Při tomto kostelu jsou barokní sochy světců pocházející ze zrušeného kláštera v Obořišti.
- Zámeček Hřiměždice pochází ze začátku 18. století a postavený ve stylu klasicistního baroka. V písemných zmínkách je poprvé zmíněn v roce 1788. Na střeše zámečku byla umístěna věžička s hodinami, která byla v roce 1949 odstraněna. V 60. letech minulého století byl samotný zámek využíván jako sirotčinec. Autentickou denní rutinu v tomto sirotčinci je možno přečíst v knize od Jiřího Rezka Z(A)tracení parchanti. Po zrušení sirotčince zde byly uchovány dřevěné loutky, které sem byly převezeny z depozitáře divadelního oddělení Národního muzea. Momentálně tento zámeček není volně přístupný.
- Velmi známý byl i zdejší pivovar. Na začátku 20. století stával na místech dnešního kulturního domu s přilehlou hospodou a okolím. O tomto tehdejším minipivovaru se lze dočíst v mnoha knihách o starých pivovarech. Pivovar dlouhou dobu patřil místnímu panu Františku Wankovi, jehož rodina byla s Hřiměždicemi spjata už od roku 1860. Po druhé světové válce byla rodina z důvodu rakouské státní příslušnosti na základě dekretů prezidenta Beneše zbavena vlastnictví a vystěhována.

## Galerie

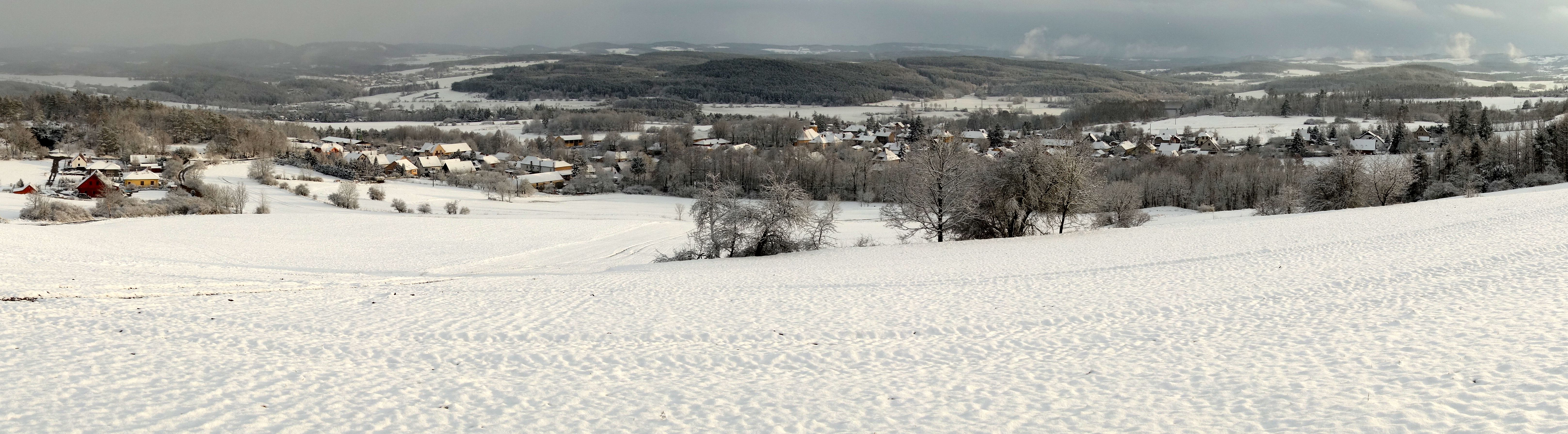
Zimní panorama z Bůčku